# ジャン＝ピエール・ダルッサン
ジャン＝ピエール・ダルッサン（Jean-Pierre Darroussin, 1953年12月4日 - ）は、フランス・クールブヴォア出身の俳優。

## 主な出演作品
- 百貨店大百科（フランス語版） Riens du tout (1992)
- 家族の気分 	Un air de famille (1996)
- マルセイユの恋 Marius et Jeannette (1997)
- 幼なじみ À la place du coeur (1998)
- うつくしい人生 C'est quoi la vie? (1999)
- ブッシュ・ド・ノエル La Bûche (1999)
- ロング・エンゲージメント Un long dimanche de fiançailles (2004)
- ダニエラという女（フランス語版） Combien tu m'aimes ? (2005)
- サン・ジャックへの道 Saint-Jacques… La Mecque (2005)
- 画家と庭師とカンパーニュ Dialogue avec mon jardinier (2007)
- キリマンジャロの雪Les Neiges du Kilimandjaro (2011)
- ル・アーヴルの靴みがき Le Havre (2011)
- 間奏曲はパリで La ritournelle (2013)
- 女の一生 Une vie (2016)
- 海辺の家族たち La Villa (2017)
- 母との約束、250通の手紙 La Promesse de l'aube (2017)